# أوكلاند (إلينوي)
أوكلاند (بالإنجليزية: Oakland city, Illinois)‏ هي مدينة تقع بولاية إلينوي في الولايات المتحدة. تبلغ مساحتها 2.12 كم2، وترتفع عن سطح البحر 200.8632 م، بلغ عدد سكانها 880 نسمة في عام 2010 حسب إحصاء مكتب تعداد الولايات المتحدة وتصل الكثافة السكانية فيها 415.1 نسمة لكل كيلومتر مربع (1,075.1/ميل2).

## التركيبة السكانية
حدّد مكتب تعداد الولايات المتحدة بيانات التركيبة السكانية لأوكلاند في تعداد الولايات المتحدة. في ما يلي، التركيبة السكانية حسب تعدادي 2000 و2010.

### تعداد عام 2000
بلغ عدد سكان أوكلاند 996 نسمة بحسب تعداد عام 2000، وبلغ عدد الأسر 416 أسرة وعدد العائلات 295 عائلة مقيمة في المدينة. في حين سجلت الكثافة السكانية 469.8 نسمة لكل كيلومتر مربع (1,216.8/ميل2). وبلغ عدد الوحدات السكنية 437 وحدة بمتوسط كثافة قدره 206.1 لكل كيلومتر مربع (533.8/ميل2).
وتوزع التركيب العرقي للمدينة بنسبة 99.10% من البيض و0.20% من الأمريكيين الأفارقة و0.10% من الأمريكيين الأصليين و0.60% من عرقين مختلطين أو أكثر و0.90% من الهسبانيون أو اللاتينيون من أي عرق.
بلغ عدد الأسر 416 أسرة كانت نسبة 33.2% منها لديها أطفال تحت سن الثامنة عشر تعيش معهم، وبلغت نسبة الأزواج القاطنين مع بعضهم البعض 55% من أصل المجموع الكلي للأسر، ونسبة 12.5% من الأسر كان لديها معيلات من الإناث دون وجود شريك، بينما كانت نسبة 3.4% من الأسر لديها معيلون من الذكور دون وجود شريكة وكانت نسبة 29.1% من غير العائلات. تألفت نسبة 26.2% من أصل جميع الأسر من عدة أفراد يعيشون في نفس المنزل ونسبة 14.9% كانت تتألف من شخص يعيش بمفرده يبلغ من العمر 65 عاماً أو أكثر. وبلغ متوسط حجم الأسرة المعيشية 2.39، أما متوسط حجم العائلات فبلغ 2.86.
بلغ العمر الوسطي للسكان 40.5 عاماً. وكانت نسبة 26.1% من القاطنين تحت سن الثامنة عشر، وكانت نسبة 7.5% بين الثامنة عشر والرابعة والعشرين عاماً، ونسبة 24.7% كانت واقعةً في الفئة العمرية ما بين الخامسة والعشرين والرابعة والأربعين عاماً، ونسبة 24.8% كانت ما بين الخامسة والأربعين والرابعة والستين، ونسبة 16.9% كانت ضمن فئة الخامسة والستين عاماً فما فوق. يوجد لكل 100 أنثى 94.9 ذكر، ويوجد لكل 100 أنثى في الثامنة عشر من عمرها فما فوق 84.0 ذكر.
بلغ متوسط دخل الأسرة في المدينة 34,038 دولارًا، أما متوسط دخل العائلة فبلغ 38,167 دولارًا. وكان متوسط دخل الذكور 29,342 دولارًا مقابل 20,577 دولارًا للإناث. وسجل دخل الفرد الخاص بالمدينة 15,964 دولارًا. وكانت نسبة 8.8% من العائلات ونسبة 10.8% من السكان تحت خط الفقر، وكان من هؤلاء نسبة 20.2% تحت سن الثامنة عشر ونسبة 7.6% في الخامسة والستين من العمر وما فوق.

### تعداد عام 2010
بلغ عدد سكان أوكلاند 880 نسمة بحسب تعداد عام 2010، وبلغ عدد الأسر 382 أسرة وعدد العائلات 267 عائلة مقيمة في المدينة. في حين سجلت الكثافة السكانية 415.1 نسمة لكل كيلومتر مربع (1,075.1/ميل2). وبلغ عدد الوحدات السكنية 417 وحدة بمتوسط كثافة قدره 196.7 لكل كيلومتر مربع (509.5/ميل2).
وتوزع التركيب العرقي للمدينة بنسبة 98.41% من البيض و0.23% من الأمريكيين الأفارقة و0.45% من الأمريكيين الأصليين و0.11% من الأمريكيين ذوي الأصول الآسيوية و0.80% من عرقين مختلطين أو أكثر و1.36% من الهسبانيون أو اللاتينيون من أي عرق.
بلغ عدد الأسر 382 أسرة كانت نسبة 29.3% منها لديها أطفال تحت سن الثامنة عشر تعيش معهم، وبلغت نسبة الأزواج القاطنين مع بعضهم البعض 52.9% من أصل المجموع الكلي للأسر، ونسبة 11% من الأسر كان لديها معيلات من الإناث دون وجود شريك، بينما كانت نسبة 6% من الأسر لديها معيلون من الذكور دون وجود شريكة وكانت نسبة 30.1% من غير العائلات. تألفت نسبة 26.4% من أصل جميع الأسر من عدة أفراد يعيشون في نفس المنزل ونسبة 12.8% كانت تتألف من شخص يعيش بمفرده يبلغ من العمر 65 عاماً أو أكثر. وبلغ متوسط حجم الأسرة المعيشية 2.30، أما متوسط حجم العائلات فبلغ 2.73.
بلغ العمر الوسطي للسكان 46.6 عاماً. وكانت نسبة 21% من القاطنين تحت سن الثامنة عشر، وكانت نسبة 6.8% بين الثامنة عشر والرابعة والعشرين عاماً، ونسبة 20.3% كانت واقعةً في الفئة العمرية ما بين الخامسة والعشرين والرابعة والأربعين عاماً، ونسبة 31.6% كانت ما بين الخامسة والأربعين والرابعة والستين، ونسبة 20.2% كانت ضمن فئة الخامسة والستين عاماً فما فوق. وتوزع التركيب الجنسي للسكان بنسبة 49.4% ذكور و50.6% إناث.